# Wasyl Szaszkiewicz
Wasyl Szaszkiewicz herbu własnego (zm. przed 1596 rokiem) – chorąży bracławski w 1592 roku, rotmistrz królewski w 1567 roku, namiestnik włości konstantynowskiej na Wołyniu, poborca podatkowy województwa kijowskiego w 1562 roku, był wyznawcą prawosławia.
Poseł na sejm 1585 roku z województwa kijowskiego.